# Jubal
Pour l’article homonyme, voir Jubal Jr.
Dans la Genèse, Jubal (ou Yubal) (hébreu : יוּבָל) est « le père de tous ceux qui jouent de la cithare et de la flûte ». Il est le fils de Lamech et d'Ada, il descend de Caïn. Il a pour frère Jabal et un demi-frère, Tubal-Caïn .
Selon le récit biblique, Jubal aurait été l'ancêtre de tous les joueurs de Kinnor et de ʿUgav , c'est-à-dire de tous les musiciens . Bien que Kinnor signifie très probablement une lyre , la traduction du deuxième nom reste incertaine. L'interprétation la plus plausible semble être celle d'une flûte longitudinale.

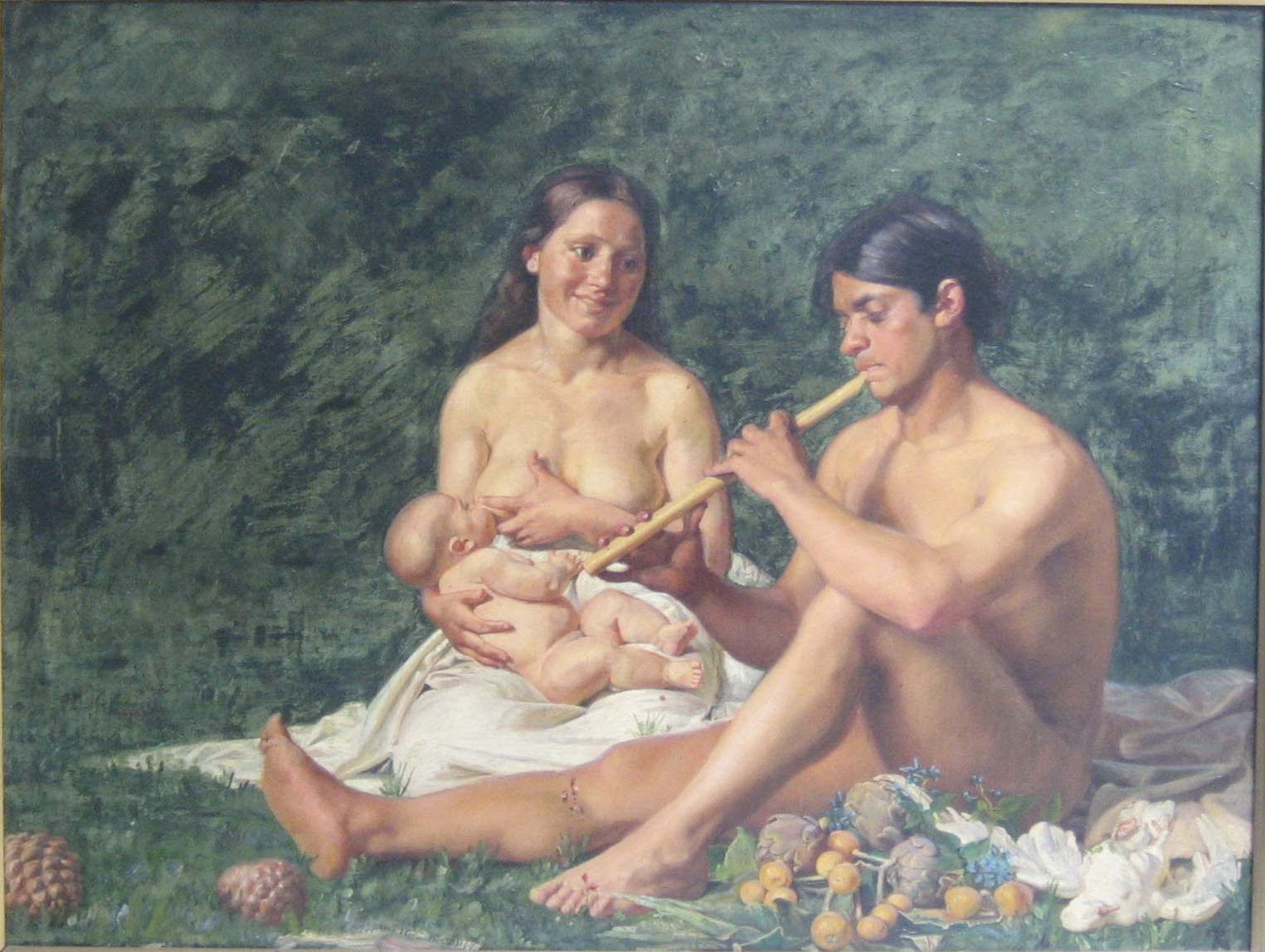
Jubal et sa famille, par Kristian Zahrtmann, 1876–1878

## Source
- (de) Cet article est partiellement ou en totalité issu de l’article de Wikipédia en allemand intitulé « Jubal » (voir la liste des auteurs).

## liens externes
- Notices d'autorité :   - VIAF
  - GND